# Харчовий стабілізатор

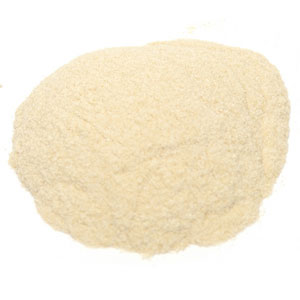
Пектин часто використовують у таких продуктах, як йогурт

Харчовий стабілізатор — це харчові добавки, які дозволяють зберігати однорідну суміш двох або більше компонентів, що не змішуються між собою. За своєю функціональною дією стабілізатори займають проміжне положення між емульгаторами та загущувачами, оскільки ефект стабілізації може бути досягнутий внаслідок як адсорбції їхніх молекул на межі поділу фаз, так і збільшення в'язкості дисперсійного середовища. Від емульгаторів вони відрізняються меншою поверхневою активністю, що зумовлено хімічною будовою їхніх молекул. При цьому гідрофільні групи стабілізаторів розташовані переважно рівномірно по всій довжині молекули, що певним чином впливає на характер формування топології колоїдної системи на межі поділу фаз.
Стабілізаторам присвоєні літери Е з 249 по 252, з 461 по 476, з 575 по 585 і з 1404 по 1450.

## Застосування
Харчові стабілізатори використовують, приміром, для того, щоб олійна, водна емульсія не відокремлювалася в таких продуктах, як заправка до салатів; вони не дозволяють формуватися кубикам льоду в таких продуктах, як морозиво; вони не дозволяють фруктам випадати в осад у таких продуктах, як джем, йогурт і желе.
Використання харчових емульгаторів і стабілізаторів також дозволяє:
- підвищити зв'язування вологи у продукті;
- зберегти стійкість емульсій, що застосовуються;
- підвищити стійкість до циклів відтавання-заморожування;
- усунути присмак жиру в готовому продукті;
- запобігти появі бульйону;
- забезпечити консистенцію необхідної щільності;
- уникнути появи слідів жиру під оболонкою продукту;
- підвищити вихідний обсяг кінцевого продукту[2].

## Поширені харчові стабілізатори
Найчастіше в якості стабілізаторів використовують такі колоїди:
- альгінова кислота
- агар-агар
- каррагінан
- целюлоза та її похідні
- желатин
- гуарова камедь
- гуміарабік
- камедь ріжкового дерева
- пектин
- крохмаль
- ксантанова камедь

## Вплив на здоров'я
Завдяки своїм антимікробним властивостям стабілізатори забезпечують збереження і незмінність смакових якостей продуктів харчування. До стабілізаторів відносяться нітрити та нітрати. Проте вже в самих продуктах, а також у шлунково-кишковому тракті людини нітрати і нітрити утворюють нові сполуки, так звані нітрозаміни, які викликають рак. Встановлені також інші побічні дії стабілізаторів, наприклад, вони порушують перетравлювання їжі та знижують стійкість проти інфекцій.